# Lota de Macedo Soares
Lota de Macedo Soares (vero nome Maria Carlota Costallat de Macedo Soares) (Parigi, 16 marzo 1910 – New York, 25 settembre 1967) è stata un'architetta, designer e urbanista brasiliana.
Su invito di Carlos Lacerda fu una dei responsabili del progetto per il parco del Flamengo, situato nella città di Rio de Janeiro.

## Biografia
Maria Carlota, per tutti Lota, è nata a Parigi, figlia di Jose Eduardo de Macedo Soares, tenente di Marina d'istanza in Europa, e Adelia de Carvalho Costallat. La coppia ha avuto un'altra figlia a Parigi, Maria Elvira, conosciuta come Marieta. José Eduardo lasciò la Marina nel 1912 e tornò in Brasile con la sua famiglia. A Rio de Janeiro fonda il giornale Imparcial, precursore di Diário Carioca.
Nei primi anni '40 Lota risiedeva a New York, dove frequentava corsi al Museum of Modern Art.
Senza aver mai frequentato l'università, è stata riconosciuta come un'architetta e paesaggista emerita autodidatta e per questo fu invitata da Carlos Lacerda, che aveva appena assunto il governo dello stato di recente creazione di Guanabara (1960-1965), per lavorare al grande progetto del parco del Flamengo. Propose la modifica del progetto lungo la spiaggia di Flamengo per realizzare una discarica molto più grande, in quello che divenne il parco di Flamengo. Quando alle successive elezioni Carlos Lacerda perse la carica, le pressioni dei successori la costrinsero a lasciare il progetto prima del suo completamento. In ogni caso, molte delle sue modifiche sul progetto rimasero.

### Vita privata
Per colpa di tutte le questioni politiche in cui era coinvolta, oltre all'allontanamento dalla sua compagna Elizabeth Bishop (una delle poetesse più famose dell'epoca), che a quel tempo viveva a New York, soffrì di depressione. Lota ed Elisabeth vissero insieme dal 1951 al 1965.

### Morte
Nel 1967, quando si era già separata da Elizabeth Bishop, Lota decise di recarsi a New York per andare a trovarla. Proprio il giorno in cui dovevano incontrarsi, Elizabeth trovò Lota distesa sul divano del soggiorno con un bicchiere in mano pieno di antidepressivi. Lota entrò in coma e morì pochi giorni dopo.

## Nella cultura di massa
La sua vita con Elizabeth Bishop e il suo coinvolgimento con il governo di Carlos Lacerda, così come il suo sostegno al regime militare dal 1964 sono stati trattati nel romanzo biografico Flores Raras e Banalíssimas e nel suo adattamento cinematografico Reaching for the Moon in cui venne interpretata da Gloria Pires.